# Plasmina
La plasmina è un importante enzima, appartenente alla classe delle idrolasi che degrada molte proteine del plasma sanguigno, e in particolare la fibrina dei trombi, con preferenza per la lisina e l'arginina. È più specifica della tripsina. La degradazione della fibrina è chiamata fibrinolisi.
È una serin proteasi che è rilasciata sotto forma di plasminogeno nella circolazione e attivata dall'attivatore tissutale del plasminogeno (tPA), dall'attivatore urochinasi del plasminogeno (uPA), dalla trombina, dalla fibrina e dal fattore XII (fattore di Hageman). È resa inattiva dall'antiplasmina-alpha 2, dalla macroglobulina-alpha 2 e dall'inibitore della serin proteasi (serpina).
Oltre alla fibrinolisi, la plasmina proteolizza proteine in altri vari sistemi: essa attiva le collagenasi, alcuni mediatori  del sistema del complemento e indebolisce il muro dei follicoli di Graaf (che portano all'ovulazione). Frammenta la fibrina, la fibronectina, la trombospondina, la laminina e il fattore di von Willebrand.
Una deficienza di plasmina può portare alla trombosi, poiché i trombi non sono adeguatamente degradati.